# Resident Evil Code: Veronica
Resident Evil Code: Veronica is een survival horrorspel dat werd ontwikkeld en uitgegeven door Capcom voor de Dreamcast in 2000. Het spel kwam een jaar later ook uit voor de PlayStation 2 en in 2003 voor de GameCube.
Het is het vierde spel in de Resident Evil-serie en het eerste spel dat debuteerde op een ander platform naast de PlayStation. Nieuw in dit spel is het toepassen van realtime 3D-achtergronden.

## Verhaal
Claire Redfield, de hoofdrolspeelster uit Resident Evil 2, reist af naar Europa om op zoek te gaan naar haar broer Chris, die al enige tijd vermist is. Ze breekt in bij het hoofdkwartier van Umbrella in Parijs op zoek naar informatie over haar vermiste broer. Haar aanwezigheid wordt echter ontdekt en ze wordt gevangengezet op het afgelegen Rockfort Island. Als Claire bijkomt in haar cel, staat er een gewonde man voor haar. Het is Rodrigo, de celbewaker. Hij opent Claire's cel en vertelt over de toestand op het eiland. Al snel komt Claire erachter dat het hele complex wederom overspoelt is door een zombieplaag. Ze ontmoet Steve, een jongen die net als Claire gevangen zit. Claire stelt voor om samen te werken. Steve ziet dit echter niet zitten en gaat zijn eigen weg.
Niet veel later ontmoeten Claire en Steve elkaar weer en vertelt Claire over haar vermiste broer. Ze e-mailt Leon over de vermissing maar Steve vertelt Claire dat ze niet moet rekenen op hulp. Claire, echter, is er zeker van dat haar broer Chris haar wel komt redden. Hier scheiden de wegen van de twee weer. Vanaf hier moet Claire zich een weg banen over het gevangenisterrein dat veranderd is in een slachthuis. Na een tijdje bereikt ze het huis van de opzichter van het gevangeniscomplex. Ze maakt hier kennis met Alfred Ashford, de eigenaar van het complex die wrede plannen heeft met Claire en Steve. Na de confrontatie tussen de Alfred en Claire, keert Claire terug naar het gevangeniscomplex op zoek naar aanwijzingen. In de kelder wordt ze aangevallen door een gemuteerd monster met een meterslange, dodelijke arm. Ze wordt op het nippertje gered door Steve. In de garage van het complex worden de twee aangevallen door een zombie. Het blijkt Steve’s vader te zijn. Nadat Steve hem gedood heeft, vertelt hij Claire alles over zichzelf, z'n vader en hoe hij op het eiland terechtgekomen is. 
Niet veel later komt Claire erachter dat Wesker nog leeft en hij degene was die het virus over het eiland verspreid heeft. Ook dit keer heeft hij niet veel goeds in de zin. Wesker blijkt niet meer de Wesker te zijn die hij eens was. Hij is sterker en sneller dan ooit en bezit een soort superkracht. Verderop, in de bergen ligt wederom een groot, spookachtig landhuis. Claire ontdekt dat Alfred een zus heeft, genaamd Alexia. Claire komt erachter dat Alexia niemand minder is dan Alfred zelf, die, na de dood van zijn zus, dit verdriet niet kon verwerken en nu Alfred en Alexia is. Alfred zet het zelfvernietigingsysteem in werking en Claire en Steve ontsnappen van het eiland per vliegtuig. Tijdens de vlucht worden ze opgeschrikt door een geluid in het ruim. Alfred heeft een Tyrant monster op hen afgestuurd. Claire helpt het monster om zeep en Alfred is woedend. Na een lange reis komt het vliegtuig aan op een Umbrella basis in Antarctica. Claire en Steve zijn van plan om met een ijsbreker een gat in de muur te slaan en hierdoor te ontsnappen van de basis. Alfred is hier echter ook aanwezig en steekt hier een stokje voor. Steve verwondt Alfred en hij vlucht weg. Gewond stuurt Alfred zijn in een monster gemuteerde vader op hen af. Claire doodt het monster door hem door het hart te schieten.
Claire en Steve worden tijdens hun ontsnapping aangevallen door een onbekend monster en raken bewusteloos. Het lijk van Alfreds zus Alexia blijkt al 15 jaar te zijn ingevroren om het vervolgens na die 15 jaar in supergemuteerde vorm terug te laten keren. Dodelijk gewond weet Alfred een laatste glimp op te vangen van de wederopstanding van zijn zus. Alexia is terug en heeft niet veel goeds in de zin. Ondertussen is Chris, de broer van Claire, druk op zoek naar zijn zus. Hij bereikt Rockfort Island en wordt al meteen aangevallen door een reusachtige worm. Hij wordt gered door Rodrigo, de celbewaker van Claire. Dodelijk gewond vertelt Rodrigo over Claire's ontsnapping naar Antarctica. Chris' doel staat vast. Ook Chris ontdekt de aanwezigheid van Wesker op het eiland en Wesker zet zijn geheime wapen in: de bloeddorstige Hunter monsters. Met een straaljager weet Chris op Antarctica te geraken. Hier wordt Chris ook meerdere malen aangevallen door de monsters van Wesker en Alexia. Hij ontdekt dat Claire diep in de Antarctica basis wordt vastgehouden. Ze vertelt Chris over Steve, die zich waarschijnlijk nog ergens in de basis bevindt. Door een aanval van Alexia worden de twee van elkaar gescheiden en gaat Claire op zoek naar Steve.
In de kerker ontdekt ze Steve. Hij is vastgebonden aan een stoel met een enorme bijl naast hem in de muur vastgespijkerd. Hij blijkt te zijn geïnfecteerd met het nieuwe, door Alexia ontworpen T-Veronica virus en hij muteert in een gruwelijk monster. Met de bijl valt hij Claire aan. Ze worden echter aangevallen door een monster van Alexia. Dodelijk gewond vertelt Steve dat hij verliefd is op Claire en dat hij van haar houdt. Hij sterft even later in Claire's armen. Chris zit ondertussen midden in een gevecht tussen Alexia en Wesker. Wesker wil het T-Veronica virus van Alexia stelen. Alexia muteert en een gevecht tussen de twee breekt los. Wesker besluit Alexia aan Chris over te laten en Chris pompt haar vervolgens vol lood. Chris vindt Claire opgesloten in de kerker, hevig in tranen om Steve. Ze vertelt hem dat hij het zelfvernietigingsysteem moet activeren zodat ze kunnen ontsnappen. Zodoende activeert Chris het systeem en de laatste confrontatie tussen Chris en Alexia begint. Hij blaast haar op met een elektrisch geladen geweer en hij weet Claire te bevrijden. Ze haasten zich richting de straaljager maar worden onderschept door Wesker.
Een gevecht tussen aartsvijanden Wesker en Chris begint. Chris krijgt het zwaar te verduren en blijkt niet opgewassen te zijn tegen Weskers superkrachten. Hij besluit het gevecht later voort te zetten en laat Chris gaan. Net op tijd komt Chris aan bij de straaljager waar Claire al angstig zat te wachten. Samen ontsnappen ze van de basis en Chris belooft Claire dat hij haar nooit meer zal verlaten.

## Platforms
| Jaar | Platform                |
| ---- | ----------------------- |
| 2000 | Dreamcast               |
| 2001 | PlayStation 2           |
| 2003 | GameCube                |
| 2011 | PlayStation 3, Xbox 360 |

## Ontvangst
Resident Evil Code: Veronica ontving positieve recensies en men noemde het een van de beste spellen voor de Dreamcast. Op aggregatiewebsite GameRankings heeft het spel een score van 94%. Men prees de sfeer, presentatie en de graphics, kritiek was er op de besturing van het spel.

## Trivia
- Het spel is opgenomen in het boek 1001 Video Games You Must Play Before You Die van Tony Mott.